# 木下昌美
木下 昌美（きのした まさみ、1987年〈昭和62年〉10月10日 - ）は、日本の著作家。
「妖怪文化研究家」を名乗り、奈良県各地の古来よりの妖怪の伝承を伝えるために、ネット新聞、講演、妖怪にちなむ地域をめぐるツアーのガイドなどで活動している。

## 経歴
福岡県宗像市で誕生する。幼少時より読書や、『まんが日本昔ばなし』や『ゲゲゲの鬼太郎』が好きで、水木しげるの漫画が身近にある環境で育つ。小学生の頃に図書館で、水木しげるの自伝的漫画『のんのんばあとオレ』に出会い、妖怪や霊に詳しい登場人物「のんのんばあ」に憧れを抱く。
高校生時代に、塾の講師がお化けの話が好きであり、専門書を借りて読むにつれ「お化けが研究対象になる」と考え、大学での勉強を志す。高校1年の進路相談で「大学でお化けの研究をしたい」と言い、担任を驚かせる。
神話や説話文学を専門とする同志社女子大学教授の寺川眞知夫が授業で鬼を取り上げており、歌人の馬場あき子の著書『鬼の研究』からも影響を受けたことから、鬼の研究から着手するべく、同志社女子大学へ進学、2010年（平成22年）に同大学の学芸学部日本語日本文学科を卒業。さらに奈良女子大学で説話文学に現れる鬼を研究し、鬼や妖怪が数多く登場する『今昔物語』『日本霊異記』などの研究に加え、『遠野物語』で知られる岩手県遠野市の調査も行う。2012年（平成24年）に同大学人間文化研究科博士前期課程を修了する。

### 妖怪文化研究
2012年に、奈良日日新聞社に入社し、新聞の特集記事などで妖怪の話題を取り上げる。「お化けシーズン」といえる8月には、新聞の紙面の1面から3面までを、奈良の河童の特集で埋めたこともあったと語る。2014年（平成26年）に奈良日日新聞社を退職。「妖怪文化研究家」を名乗るようになり、翌2015年（平成27年）よりフリーランスの著述家として活動する。
2016年（平成28年）3月からは月1回、ネット新聞「奈良妖怪新聞」発行を開始、取材や執筆を1人で担い、「砂かけ婆」や「じゃんじゃん火」などの奈良県内の妖怪の話、聞き取りによる妖怪の伝承の記録、妖怪を見聞きしたという人へのインタビュー、「妖怪豆知識」のミニコーナーを伝えている。購読者は奈良県内のみならず、日本全国にまで広がっている。2017年（平成29年）春には、連載12回分をまとめた冊子を奈良県内の書店で販売し、人気を博す。
講演活動で「妖怪文化研究家」を名乗るまでの経験や、妖怪の魅力を語る他、奈良県を拠点として、妖怪にちなむ地域をめぐるツアーの解説役、国際日本文化研究センターでの妖怪関連のデータベース作成などでも活動している。2021年（令和3年）からは、木野麻貴子による漫画『妖怪めし』の監修も行っており、漫画連載と連動し、作中に登場する「妖怪めし」と呼ばれる食事を実際に料理するコラムも連載している。
妖怪に対して興味を抱き、妖怪に関する多数の活動を行っている一方で、自身は「そもそも妖怪はいないと思っており、妖怪と出会った経験は一切なく、ホラー映画やお化け屋敷も苦手」と語っている。

## 著作
- 『奈良妖怪新聞 総集編』大和政経通信社、2017年4月。 NCID BB23841354。
- 『すごいぜ!! 日本妖怪びっくり図鑑』辰巳出版、2019年8月。ISBN 978-4-7778-2360-4。
- 『妖怪めし』 1巻、マッグガーデン〈MGC Beat's SERIES〉、2022年5月。ISBN 978-4-8000-1206-7。（監修）
- 『日本怪異妖怪事典』 近畿、笠間書院、2022年6月。ISBN 978-4-305-70961-5。（共著）